# George Dole
George Stuart Dole (Ypsilanti, 30 gennaio 1885 – Winthrop, 6 settembre 1928) è stato un lottatore statunitense, specializzato nella lotta libera.

## Palmarès
Olimpiadi
- 1 medaglia:
  - 1 oro (pesi piuma a Londra 1908).